# Эффект Коттона — Мутона
Эффе́кт Котто́на — Муто́на (или эффект Фохта) — явление возникновения под действием магнитного поля в оптически изотропных средах двойного лучепреломления. Впервые обнаружено в коллоидных растворах Дж. Керром и (независимо от него) итальянским физиком К. Майораной в 1901 г. Назван в честь подробно исследовавших его в 1907 году французских физиков Э. Коттона и А. Мутона.
При распространении света поперек вектора индукции магнитного поля поляризация остается линейной, то есть наблюдается обычное двойное лучепреломление, в отличие от эффекта Фарадея: при распространении света вдоль магнитного поля возникают две волны, поляризованные по кругу и имеющие разные показатели преломления, то есть наблюдается двойное круговое лучепреломление.
Очевидно, что при распространении света в промежуточном направлении тоже возникнут две волны, но поляризация их будет уже эллиптической, то есть будет наблюдаться двойное эллиптическое лучепреломление.
Исследования эффекта Коттона — Мутона позволяют получить информацию о структуре молекул, образовании межмолекулярных агрегатов и подвижности молекул.
Электрооптическим аналогом эффекта Коттона — Мутона является эффект Керра.